# Ada (Oklahoma)
Ada é uma cidade localizada no estado norte-americano de Oklahoma, no Condado de Pontotoc.

## Demografia
Segundo o censo norte-americano de 2000, a sua população era de 15.691 habitantes.
Em 2006, foi estimada uma população de 15.919, um aumento de 228 (1.5%).

## Geografia
De acordo com o United States Census Bureau tem uma área de
40,9 km², dos quais 40,7 km² cobertos por terra e 0,2 km² cobertos por água. Ada localiza-se a aproximadamente 297 m acima do nível do mar.

## Localidades na vizinhança
O diagrama seguinte representa as localidades num raio de 24 km ao redor de Ada.